# 아랑전설: 시티 오브 더 울브스
《아랑전설: 시티 오브 더 울브스》는 SNK가 개발하고 배급한 2025년 대전 격투 게임이다. 《가로우: 마크 오브 더 울브스》 이후 26년 만에 출시된 《아랑전설》 시리즈 신작이다. 플레이스테이션 4, 플레이스테이션 5, 윈도우 및 엑스박스 시리즈 X/S 플랫폼으로 제작됐다.

## 개발
EVO 2022에서 《아랑전설》 신작이 개발되고 있음이 발표됐다.

### 내용주
1. ↑  일본어: 餓狼伝説 City of the Wolves, 영어: Fatal Fury: City of the Wolves

### 참조주
1. ↑  Reeve, Justin (2022년 8월 7일). “Fatal Fury Series Returns After 20 Year Hiatus”. 《TheGamer》. 2022년 8월 7일에 원본 문서에서 보존된 문서. 2024년 3월 18일에 확인함.